# Madame Butterfly (film fra 1915)
 For alternative betydninger, se Madame Butterfly (flertydig). (Se også artikler, som begynder med Madame Butterfly)
Madame Butterfly er en amerikansk stumfilm fra 1915 instrueret af Sidney Olcott.
Filmen er baseret på novellen Madame Butterfly skrevet af John Luther Long i 1898 og på Puccinis opera Madama Butterfly.

## Medvirkende
- Mary Pickford som Cho-Cho-San.
- Marshall Neilan som Pinkerton.
- Olive West som Suzuki.
- Jane Hall som Adelaide.
- Lawrence Wood.